# Shock Poets
Shock Poets é uma banda de origem australiana, formada em 1994 por Craig Bloxom e Mark Cuffe (ex-integrantes da banda v. Spy v. Spy) e Paul Wheeler, ex-integrante da banda Icehouse.
Na carona do sucesso do v. Spy v. Spy, os Shock Poets tiveram uma relativa popularidade no Brasil, chegando a emplacar a canção "Never Should Have Bothered You" como tema do seriado Malhação, da Rede Globo, em 1999.

## Biografia
Os Shock Poets surgiram em 1994, como um projeto paralelo de membros da banda v. Spy v. Spy. Craig Bloxom e Mark Cuffe, respectivamente baixista e baterista, resolveram tocar um novo projeto no qual Cuffe assumiria a voz principal e as guitarras. Para fechar o grupo, convidaram o baterista Paul Wheeler, ex-integrante da banda Icehouse.
Em seu início, a banda foi para os Estados Unidos para tocar em algumas casas em Nova Iorque. Nestas apresentações se encontram com o produtor Jim Nickel, que viria a produzir seu álbum.
Durante o ano de 1995, os Shock Poets lançam o single "Eyes That Bait" e em novembro do mesmo ano, seu primeiro e único álbum, Bait. Com o lançamento, a banda volta à Austrália para a turnê de divulgação. Em 1996, a banda lança o EP "Love & Live A Lie".
A partir de 1995, diversas bandas australianas de surf music se tornaram muito populares no Brasil, e os Shock Poets "surfaram" nesta onda, fazendo turnês regulares no país, junto aos v. Spy v. Spy.
Os projetos correm paralelamente até que em 1997 Cuffe deixa o v. Spy v. Spy para se dedicar totalmente ao Shock Poets, enquanto os outros membros resolvem reformular sua antiga banda.
Em 1999, ainda como resquício da popularidade da surf music australiana no Brasil, os Shock Poets acabam emplacando a canção "Never Should Have Bothered You" como tema do seriado Malhação, da Rede Globo, em 1999.
Não houve uma declaração oficial de fim da banda, mas Mark Cuffe voltaria a se reunir com seus colegas em 2006 para tocar as antigas canções sob o nome de "The Spys", até 2008.

## Discografia
Singles
- 1995: Eyes That Bait (Roadshow Music)[5]

EPs
- 1996: Love & Live A Lie (Roadshow Music)[6]

Álbuns de estúdio
- 1995: Bait (Roadshow Music)[1]